# Ločljivost mikroskopa
Ločljívost mikroskòpa (oznake r, R, d) je določena kot najmanjša razdalja med točkama (točkovnima viroma), ki se ju v idealnih pogojih še razloči kot dve točki. Zaradi uklona svetlobe namreč niso dosegljive poljubno velike povečave mikroskopa, saj se svetlobni žarki na robu odprtine (npr. leče) ukloni in širi tudi v geometrijsko senco. Uklon je tem bolj opazen, čim večja je valovna dolžina v primerjavi z velikostjo odprtine (aperture). Zaradi uklona se svetla točka ne preslika v točko, ampak v nekoliko večjo liso z zabrisanimi robovi. Če se lisi dveh sosednjih točk prekrivata, se iz slike ne da več ugotoviti, ali gre za sliko ene same točke, ali pa za prekrivajoči se sliki dveh ali več točk. 
Za uklon na okrogli odprtini je ločljivost podana z izrazom:
{\displaystyle r={\frac {1{,}220\,\lambda }{2{\textit {NA}}}}\!\,.}
Pri tem je λ valovna dolžina svetlobe, NA pa numerična apertura leče (objektiva), določena z izrazom:
{\displaystyle {\textit {NA}}=n\,\sin \alpha \!\,.}
n je lomni količnik sredstva med predmetom in lečo, α pa kot med optično osjo in zveznico, ki povezuje gorišče in rob leče. Običajno se vzame za valovno dolžino vrednost 550 nm, kar ustreza zeleni svetlobi, lomni količnik pa je od 1 (zrak) do 1,5 za oljno imerzijske objektive. Praktično dosegljiva ločljivost najboljših optičnih mikroskopov je zategadelj približno 0,2 μm.